# Siostry od Aniołów
Siostry od Aniołów (właśc. Zgromadzenie Sióstr od Aniołów, łac. Congregatio Sororum Angelorum, skrót CSA) – żeńskie bezhabitowe zgromadzenie zakonne.

## Historia
Zgromadzenie powstało w Wilnie w 1889 z inicjatywy późniejszego arcybiskupa mohylewskiego Wincentego Kluczyńskiego do pomocy kapłanom w pracy duszpasterskiej, szczególnie na terenach, gdzie ewangelizacja jest utrudnione ze względu na sytuację polityczną czy społeczną. Pierwszą i długoletnią przełożoną generalną zgromadzenia była Bronisława Elżbieta Stankowicz CSA.
Początkowo siostry pracowały tylko na Wileńszczyźnie. Po II wojnie światowej większość zakonnic w ramach repatriacji przybyła na tereny Polskiej Rzeczypospolitej Ludowej. Na terenie Związku Radzieckiego pozostało wówczas 35 sióstr. W latach 1950–1956 dwadzieścia z nich przebywało w więzieniu za ukrywanie jezuity A. Ząbka. Stopniowo siostry trafiały z zakładów karnych do obozów karnych o podwyższonym rygorze. Zgromadzenie wciąż miało nowe powołania. Od 1984 posługują w Afryce (Rwanda, Kamerun i Kongo). Obecnie zgromadzenie posiada domy w Polsce, Litwie, Białorusi, Ukrainie, Rosji, Czechach, Wielkiej Brytanii i krajach afrykańskich.
Dom macierzysty znajduje się w Wilnie, dom generalny w Konstancinie.